# イウエ
イウエ(ベラルーシ語: Іўе, IPA: [ˈiʊje]; リトアニア語: Yvija; ポーランド語: Iwje; イディッシュ語: איוויע)とは、ベラルーシのフロドナ州の都市であり、イウエ地区の中心都市に定められている。ロシア語ではイヴィエ（ロシア語: Ивье, tr. Ivye, IPA: [ˈivʲjɪ]）。20世紀初頭までユダヤ人の居住区が存在していたが、第二次世界大戦期のホロコーストでユダヤ人居住区は消滅した。
イウエはフロドナの158km東に位置し、鉄道の駅がリダとマラジェチナを結ぶ鉄道の路線の間に置かれている。2023年当時の人口は7,243人。

## 地名の由来
イウエの名前の由来は明らかになっていない。町の領主であるザモイスキ家のイヴァン伯爵、工場の所有者であるイヴォーク、町に流れる河川、町の近隣に多く自生するヤナギの木に由来するロシア語の"iva（ива、「ヤナギ」の意）"、フィン・ウゴル系統の言語で「川の源流」を意味する言葉、タタール語で「巣」「住居」を意味する"eve"がイウエの語源として挙げられている。

## 歴史
1444年にリトアニア大公カジミェラス（ポーランド王カジミェシュ4世）がノヴォグルデク（ナヴァフルダク）の知事Piotr Montygierdowiczにイウエを授与した記録が残っており、これがイウエに言及された最古の記述と考えられている。16世紀ヨーロッパの宗教改革の時代にイウエはアリウス派の中心地となり、町では教会会議が開催され、学校、印刷所が開設された。イウエ学校の学長ナミスオフスキが著したテキスト"Sententiae ad communum vitae usum"はベラルーシで最初に出版された生きた言語のテキストとされ、詩、散文、慣用句、格言にラテン語・ポーランド語・ドイツ語の綴りが併記されていた。ナミスオフスキがイウエを去った後に学校は衰退し、17世紀初頭には事実上消滅していた。
1795年の第三次ポーランド分割によってイウエはロシア帝国領に編入され、1843年にザモイスキ家の領地に加えられた。1861年に農地改革に反対するイウエの農民が反乱を起こし、およそ10,000人が反乱に参加した。1884年にはザモイスキ伯爵夫人の援助によって木造のモスクが建立され、モスクはソビエト連邦時代でも使用された。
第一次世界大戦、ポーランド・ソビエト戦争の後、イウエはポーランドのノヴォグルデク県リダ地区の中心都市となった。白ロシア・ソビエト社会主義共和国成立後は同国に編入されるが、1941年6月29日から1944年7月7日までドイツ軍に占領される。
2000年に自治体の創設60周年を記念して、イウエは市に昇格した。

## 住民
社会主義共和国時代のイウエにはカトリックを信仰するポーランド人、正教を信仰するベラルーシ人とロシア人、イスラム教を信仰するタタール人、ユダヤ人が居住していた。
遅くとも17世紀初頭にはイウエにユダヤ人の入植地が存在しており、1720年にはケヒッラーの成立が確認されている。さらにロシア帝国の法令によって住居と収入を奪われた近隣の村落のユダヤ人がイウエに移住し、彼らは自分たちの名前に元々住んでいた村落の名前を残し、境遇を同じくする周囲の移住者と協力して生計を立てた。第二次世界大戦前のイウエのユダヤ人コミュニティはシナゴーグのほか、小学校やイェシーバーといった教育機関やサッカークラブや劇場を備えていた。ナチス・ドイツの占領期にゲットーに収容されたユダヤ人には理不尽な苦役が課せられ、1942年5月12日に行われた虐殺によって2,500人余りのユダヤ人が殺害された。第二次世界大戦後にイウエのユダヤ人コミュニティーは消滅し、20世紀初頭にイウエにはおよそ3,500人のユダヤ人が住んでいたが、2009年当時のイウエのユダヤ人住民は地区全体でもわずか2人しかいなかった。
19世紀後半のイウエの住民の大部分はユダヤ人が占めていたが、郊外にはタタール人が居住していた。16世紀後半にイウエ近郊にタタール人が所有する農場がいくつか存在していたが、農場の主たちは14世紀にリトアニアのヴィータウタス（ヴィトルト）によってイウエの近隣に移住させられた集団の末裔だと考えられている。